# Kućanec
Kućanec falu Zágráb közigazgatási területén Horvátországban, a főváros északkeleti részén. Ma Zágráb Szeszvete városnegyedéhez tartozik.

## Fekvése
Zágráb városközpontjától légvonalban 12, közúton 17 km-re északkeletre, a Medvednica-hegység keleti részének déli lejtőin, a Vuger-patak mentén Vugrovec Donji és Đurđekovec között fekszik.

## Története
A település a 19. század elején keletkezett. A második katonai felmérés térképén „Kučanci” néven található. Lipszky János 1808-ban Budán kiadott repertóriumában „Kuchanczi” néven szerepel.
1857-ben 107, 1910-ben 191 lakosa volt. Zágráb vármegye Szentivánzelinai járásához tartozott. 1941 és 1945 között a Független Horvát Állam része volt, majd a szocialista Jugoszlávia fennhatósága alá került. 1991-től a független Horvátország része. 1991-ben lakosságának 97%-a horvát nemzetiségű volt. 2011-ben 228 lakosa volt.

## Népessége
| Lakosság változása | Lakosság változása | Lakosság változása | Lakosság változása | Lakosság változása | Lakosság változása | Lakosság változása | Lakosság változása | Lakosság változása | Lakosság változása | Lakosság változása | Lakosság változása | Lakosság változása | Lakosság változása | Lakosság változása | Lakosság változása |
| ------------------ | ------------------ | ------------------ | ------------------ | ------------------ | ------------------ | ------------------ | ------------------ | ------------------ | ------------------ | ------------------ | ------------------ | ------------------ | ------------------ | ------------------ | ------------------ |
| 1857               | 1869               | 1880               | 1890               | 1900               | 1910               | 1921               | 1931               | 1948               | 1953               | 1961               | 1971               | 1981               | 1991               | 2001               | 2011               |
| 107                | 118                | 155                | 191                | 223                | 191                | 204                | 196                | 178                | 167                | 148                | 133                | 128                | 153                | 179                | 228                |